# Scolopendra
Scolopendra Linnaeus, 1758 è un genere di artropodi.

## Etimologia
Dal lat. scient. Scolopendra, dal gr. σκολόπενδρα "millepiedi"

## Tassonomia
Il genere Scolopendra comprende circa 85 specie e sottospecie. 
- Scolopendra abnormis Lewis & Daszak, 1996
- Scolopendra afer (Meinert, 1886)
- Scolopendra algerina Newport, 1845
- Scolopendra alternans Leach, 1813
- Scolopendra andhrensis Jangi & Dass, 1984
- Scolopendra angulata Newport, 1844
- Scolopendra angusticollis Murray, 1887
- Scolopendra anomia Newport, 1844
- Scolopendra appendiculata Daday, 1891
- Scolopendra arborea Lewis, 1982
- Scolopendra arenicola (Lawrence, 1975)
- Scolopendra arthrorhabdoides Ribaut, 1912
- Scolopendra attemsi Lewis, Minelli & Shelley, 2006
- Scolopendra aztecorum Verhoeff, 1934
- Scolopendra calcarata Porat, 1876
- Scolopendra canidens Newport, 1844
- Scolopendra cataracta Siriwut, Edgecombe & Panha, 2016
- Scolopendra childreni Newport, 1844
- Scolopendra chlora Chamberlin, 1942
- Scolopendra chlorotes C. L. Koch, 1856
- Scolopendra cingulata Latreille, 1829
- Scolopendra clavipes C. L. Koch, 1847
- Scolopendra concolor Newport, 1845
- Scolopendra crassa Templeton, 1846
- Scolopendra cretica Attems, 1902
- Scolopendra cribrifera Gervais, 1847
- Scolopendra crudelis C. L. Koch, 1847
- Scolopendra dalmatica C. L. Koch, 1847
- Scolopendra ellorensis Jangi & Dass, 1984
- Scolopendra fissispina L. Koch, 1865
- Scolopendra foveolata Verhoeff, 1937
- Scolopendra galapagoensis Bollman, 1889
- Scolopendra gigantea Linnaeus, 1758
- Scolopendra gracillima Attems, 1898
- Scolopendra hardwickei Newport, 1844
- Scolopendra hermosa Chamberlin, 1941
- Scolopendra heros Girard, 1853
- Scolopendra horrida C. L. Koch, 1847
- Scolopendra inaequidens Gervais, 1847
- Scolopendra indiae (Chamberlin, 1914)
- Scolopendra indica Meinert, 1886
- Scolopendra inermipes C. L. Koch, 1847
- Scolopendra inermis Newport, 1845
- Scolopendra jangii Khanna & Yadav, 1997
- Scolopendra koreana (Verhoeff, 1934)
- Scolopendra labiata C. L. Koch, 1863
- Scolopendra laeta Haase, 1887
- Scolopendra langi (Chamberlin, 1927)
- Scolopendra latro Meinert, 1886
- Scolopendra limicolor Wood, 1861
- Scolopendra lucasii Gervais, 1847
- Scolopendra lutea (Attems, 1928)
- Scolopendra madagascariensis Attems, 1910
- Scolopendra malkini Chamberlin, 1955
- Scolopendra mazbii Gravely, 1912
- Scolopendra media (Muralewicz, 1926)
- Scolopendra melionii Lucas, 1853
- Scolopendra metuenda Pocock, 1895
- Scolopendra michoacana Chamberlin, 1941
- Scolopendra mima Chamberlin, 1942
- Scolopendra mirabilis (Porat, 1876)
- Scolopendra monticola (Lawrence, 1975)
- Scolopendra morsitans Linnaeus, 1758
- Scolopendra multidens Newport, 1844
- Scolopendra negrocapitis Zhang & Wang, 1999
- Scolopendra nuda (Jangi & Dass, 1980)
- Scolopendra occidentalis F. Meinert, 1886
- Scolopendra octodentata Verhoeff, 1934
- Scolopendra oraniensis Lucas, 1846
- Scolopendra pachygnatha Pocock, 1895
- Scolopendra paranuda (Khanna & Tripathi, 1987)
- Scolopendra pentagramma Motschoulsky, 1886
- Scolopendra pinguis Pocock, 1891
- Scolopendra polymorpha Wood, 1861
- Scolopendra pomacea C. L. Koch, 1847
- Scolopendra puncticeps Wood, 1861
- Scolopendra punensis Jangi & Dass, 1984
- Scolopendra robusta Kraepelin, 1903
- Scolopendra sanatillae Bollman, 1893
- Scolopendra silhetensis Newport, 1845
- Scolopendra spinipriva Bücherl, 1946
- Scolopendra spinosissima Kraepelin, 1903
- Scolopendra subspinipes Leach, 1815
- Scolopendra sumichrasti Saussure, 1860
- Scolopendra tenuitarsis Pocock, 1895
- Scolopendra valida Lucas, 1840
- Scolopendra violacea Fabricius, 1798
- Scolopendra viridicornis Newport, 1844
- Scolopendra viridipes Dufour, 1820
- Scolopendra viridis Say, 1821
- Scolopendra zuluana (Lawrence, 1958)

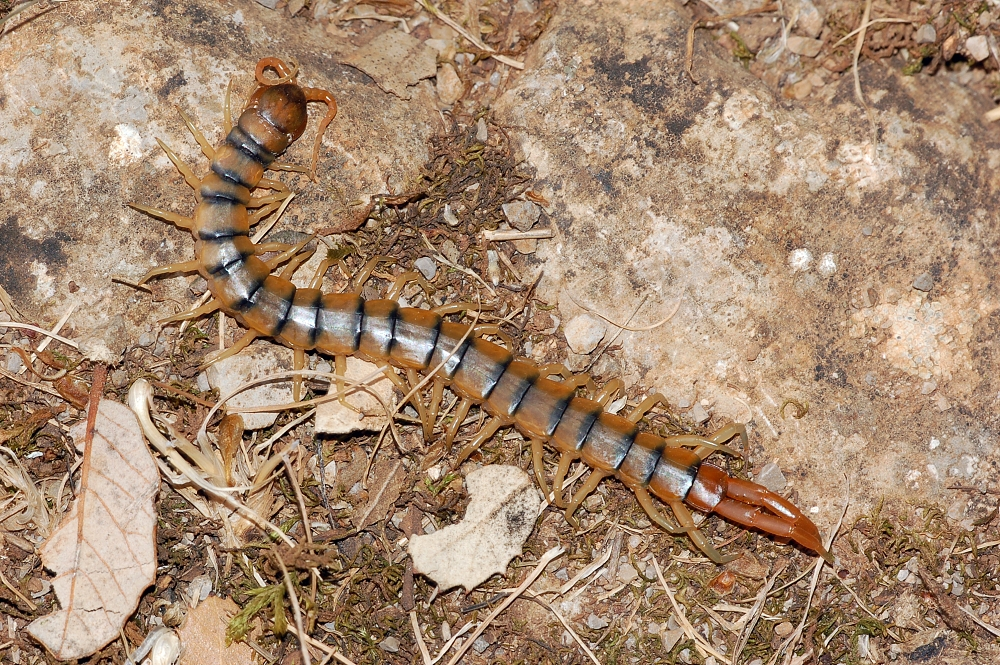
Scolopendra cingulata

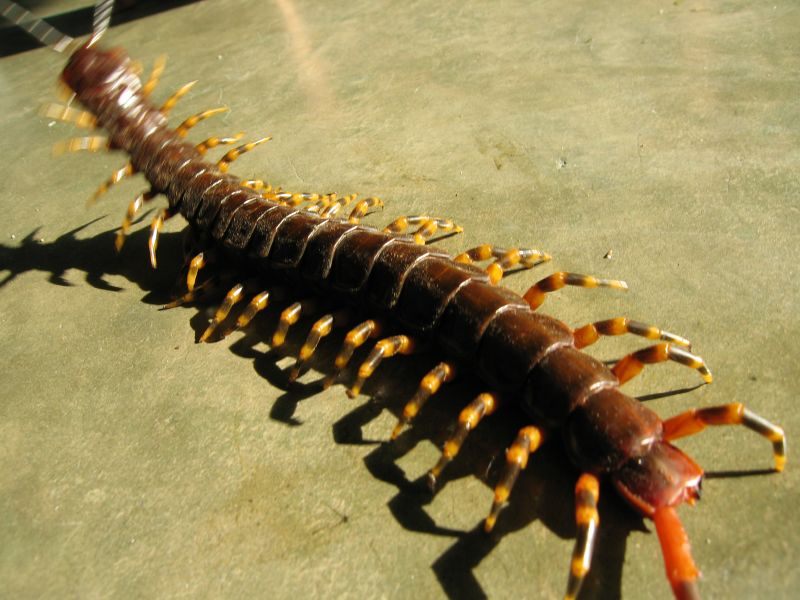
Scolopendra gigantea

La Scolopendra cingulata è la più importante specie europea, distribuita lungo tutta la regione mediterranea compresa l'Africa. Questa si presenta solitamente di un colore brunastro, con la testa e l'ultimo segmento del tronco di colore rosso. Le sue dimensioni arrivano a 10–15 cm di lunghezza e sopravvive predando insetti e altri invertebrati. La scolopendra cingulata è da considerarsi un animale relativamente innocuo per l'uomo, nonostante il suo morso piuttosto doloroso, che comunque avviene solo se l'animale si sente in pericolo, sia in grado di causare reazioni locali (arrossamento, gonfiore, prurito, dolore). In soggetti particolarmente iper-reattivi (allergici) dopo la puntura può rendersi necessaria la somministrazione di farmaci cortisonici; in caso di gravi reazioni sistemiche si rende necessario il ricovero d'urgenza al più vicino pronto soccorso. Altre specie presenti in Europa sono  S. canidens, S. clavipes, S. cretica, S. dalmatica, S. oraniensis, S. subspinipes e S. valida.
La Scolopendra gigantea, nota anche come centopiedi gigante dell'Amazzonia, rappresenta la specie di scolopendra più grande del mondo, arrivando ad essere lunga più di 30 cm. Queste sue dimensioni le permettono di poter cacciare anche vertebrati come rane e persino pipistrelli. Questa specie abita le regioni settentrionali e occidentali del Sudamerica fino alle isole di Trinidad e Giamaica. Per le sue dimensioni e i colori questa specie è piuttosto popolare tra gli amanti degli artropodi, facendo bella mostra di sé nei terrari. A causa del suo veleno questo animale dovrebbe essere maneggiato con cura e attenzione, indossando almeno dei guanti per proteggere la pelle dalla sua secrezione tossica.

## Distribuzione e habitat
Le scolopendre sono organismi abbastanza comuni ed è possibile trovarli in zone ombreggiate quali parti inferiori di sassi e foglie morte, grotte, foreste e, occasionalmente, all'interno di abitazioni.  Essi sono rintracciabili in molte zone climatiche del globo quali deserti, montagne, boschi e foreste. Sono artropodi notturni e solitari: se messi insieme si combattono fino alla morte di uno dei due. Durante il giorno vanno a rifugiarsi in zone umide e scure; tuttavia, qualora il clima sia troppo umido o troppo secco, essi cercano altri luoghi arrivando a rifugiarsi all'interno di cantine o di case. Le specie che abitano nelle zone temperate del globo arrivano solitamente fino a 10 cm di lunghezza, mentre quelle che popolano le zone equatoriali umide possono superare i 30 cm.

## Descrizione
Questi artropodi piuttosto oblunghi possiedono un corpo alquanto massiccio e robusto. Il corpo è leggermente appiattito e protetto da placche dure composte da chitina e collegate tra loro mediante membrane flessibili. A causa della natura del loro esoscheletro, che non cresce col crescere del resto del corpo, le scolopendre sono soggette a mute nel corso del loro sviluppo. Questi animali hanno colorazioni distinte tra le varie specie, variando dal bruno scuro al violetto al giallo passando per il verde ed il blu; il colore varia anche tra individui immaturi e adulti, inoltre la colorazione può variare dipendentemente dall'ambiente in cui l'esemplare è cresciuto.
Il corpo viene diviso in due sezioni: testa e tronco. Ai 2 lati della testa si trovano 4 occhi semplici, non composti (ocelli) insieme ad un paio di antenne filiformi ben visibili. Il tronco è suddiviso in 21-23 segmenti, ciascuno di essi dotato di un paio di zampe adattate per muoversi velocemente, fino a correre, e per afferrare la preda saldamente prima di ucciderla: infatti le scolopendre normalmente si avvolgono attorno alla preda per impedirle la fuga. L'ultimo paio di zampe è di norma molto sviluppato e rivolto all'indietro: probabilmente ha funzione di avvertimento verso i predatori o per confonderli poiché le zampe assomigliano molto al capo.
Il primo paio di zampe è ripiegato ad uscire sotto la testa e modificato a formare uncini, detti forcipule, velenosi con cui uccide le prede. È interessante notare che tutte le specie di centopiedi presentano coppie di zampe solo in numero dispari.

## Biologia
Le scolopendre si nutrono di invertebrati e, nel caso delle specie più grandi, di piccoli vertebrati quali lucertole, topi, rane e piccoli uccelli. La scolopendra, come la maggior parte degli artropodi depone uova, che protegge tra le zampe posteriori fino alla loro schiusa, creando così una specie di armatura. Dato che la femmina raramente abbandona le uova, quando si muove per cacciare solleva le zampe posteriori che proteggono le uova e striscia con quelle anteriori. Dopo la schiusa i piccoli, solitamente di colore bianco trasparente, vengono protetti allo stesso modo, almeno fino a quando non diventano troppo grandi per poter essere trasportati sul dorso della madre.

## Rapporti con l'uomo

### Il veleno
Il veleno di questi artropodi contiene acetilcolina, istamina e serotonina ed è tossico anche per l'uomo a cui può causare, oltre a dolore intenso nel sito di iniezione, infiammazione e anche sintomi generali come febbre, debolezza e sudorazione abbondante. Sintomi così importanti sono più facilmente provocati dalle specie più grandi di scolopendra, come la S. gigantea, rintracciabili nelle foreste amazzoniche e dell'America centrale. Il loro veleno era già conosciuto da molto tempo, tanto da essere utilizzato dalla medicina tradizionale cinese come rimedio per reumatismi, calcolosi e alcune malattie della pelle.